# Purzelkamp
Der Purzelkamp ist ein rechter Zufluss zum Kamp bei Rastenfeld in Niederösterreich.
Der bei Hummelberg nördlich von Bad Traunstein entspringende Purzelkamp fließt nach Nordosten ab und sammelt zahlreiche kleine Zubringer auf, wovon der südlich von Grafenschlag als rechter Zubringer einfließende  Langschläger Bach, der bei Kleinweißenbach von links kommende Fuchsbach und der knapp danach mündende Hießbach nennenswert sind. Danach fließt er im Süden an Waldhausen vorüber, nimmt unter anderen noch den Grainbrunnbach und den Moniholzbach auf und strömt danach über Rastenberg zum Stausee Ottenstein, in den er sich ergießt. Sein Einzugsgebiet umfasst 101,6 km² in teilweise offener Landschaft.
Früher mündete der Purzelkamp nicht in den Stausee, sondern nordöstlich der Burgruine Lichtenfels in den Kamp.